# Doville
Doville é uma comuna francesa na região administrativa da Normandia, no departamento Mancha. Estende-se por uma área de 11 km². Em 2010 a comuna tinha 339 habitantes (densidade: 30,8 hab./km²).